# Moyen-Cavally
Moyen-Cavally é uma das 19 regiões da Costa do Marfim.

## Dados
Capital: Guiglo
Área: 14 150 km²
População: 443 200 hab. (2002)

## Departamentos
A região de Moyen-Cavally está dividida em três departamentos:
- Duékoué
- Guiglo
- Toulépleu